# Wolfgang Brünner
Wolfgang Brünner (* 29. April 1928; † 11. August 2020 in Sondershausen) war ein deutscher Fußballtorwart. In den 1950er- und 1960er-Jahren spielte er für Motor Jena in der DDR-Liga, der höchsten Spielklasse im DDR-Fußball.

## Sportliche Laufbahn
Zur Saison 1951/52 wechselte der 23-jährige Torwart Wolfgang Brünner von der Betriebssportgemeinschaft (BSG) Metall Apolda, wr er zuletzt in der drittklassigen Landesklasse Thüringen gespielt hatte, zur BSG Motor Jena in die zweitklassige DDR-Liga. Dort war er zunächst zweiter Torwart hinter Rolf Jahn und kam in seiner ersten Jenaer Spielzeit in 22 Punktspielen auf acht Einsätze. Die BSG Motor stieg nach dieser Saison in die DDR-Oberliga auf, in der Jahn und Brünner mit je 14 Einsätzen in 26 Punktspielen gleichauf lagen. Die Jenaer mussten bereits nach einer Spielzeit wieder in die DDR-Liga absteigen, in der Brünner 1953/54 nur zweimal in Punktspielen im Tor stand. 1954/55 bekam die BSG Motor, die im Laufe der Saison zum  Sportclub Motor Jena umfunktioniert worden war, mit Manfred Ziegert einen neuen Torwart. Er und Brünner wurden abwechselnd aufgeboten, wobei Brünner mit 13 zu 15 Ligaspielen leicht im Hintertreffen blieb. 1956 wurde der Fußballspielbetrieb in der DDR auf den Kalenderjahr-Rhythmus umgestellt. In dieser Saison schaffte der SC Motor erneut den Aufstieg in die Oberliga. Mit dem 18-jährigen Harald Fritzsche hatte Jena 1956 wieder einen neuen Torwart, der jedoch nur in fünf Punktspielen in der Startelf aufgeboten wurde. Brünner wurde vom 1. Spieltag an regelmäßig eingesetzt und avancierte damit zum Stammtorhüter. In der Oberligasaison 1957 verlor Brünner seinen Stammplatz bereits wieder, denn Trainer Hans Warg hatte sich für Fritzsche als Stammtorwart entschieden. Brünner kam nur sporadisch in neun der 26 Punktspiele zum Einsatz. Auch in den folgenden Oberligaspielzeiten kam Brünner an Harald Fritzsche nicht vorbei. Bis zu seinem Abschied vom SC Motor Jena 1962 wurde Brünner innerhalb von weiteren vier Spielzeiten mit insgesamt 117 Punktspielen nur in 27 Begegnungen eingesetzt. Auch beim Jenaer Pokalgewinn 1960 war er nur Ersatztorwart. Im Sommer 1962 schloss sich Brünner im Alter von 34 Jahren der BSG Motor Zeiss Jena an, wo er in der Bezirksliga seine Fußballerlaufbahn ausklingen ließ.
Brünner starb im August 2020 im Alter von 92 Jahren.